# Венеційська бієнале
Венеційська бієнале (італ. Biennale di Venezia) — одна з провідних виставок сучасного мистецтва, що проходить щодва непарні роки у Венеції, Італія. У рамках бієнале сьогодні проводяться також Венеційський кінофестиваль (щорічний) та Венеційський фестиваль архітектури (по парних роках). Україна бере участь у Венеційській бієнале із 2001 року.
- 58-ма бієнале тривала з 11 травня по 24 листопада 2019 року.
- 59-та триває з 23 квітня по 27 листопада 2022 року (навесні 2020 року було оголошено про перенесення Венеційської бієнале з 2021 на 2022 рік через всесвітнью пандемію). Художній керівник виставки Сесілія Алемані повідомила, що тема цьогорічної бієнале — Молоко снів (The Milk of Dreams). Це назва серії малюнків, яку створила художниця-сюрреалістка з Великої Британії Леонора Керрінгтон під час її перебування в Мексиці в 1950-х роках. Ці малюнки згодом були оформлені у вигляді дитячої книги[1].  Участь братимуть 213 митця (180 з них приїдуть на Венеційській бієнале вперше) з 58 країн.

Нагороди 59 Венеційської бієнале
- Золотий лев за найкращий національний павільйон - Велика Британія (художниця Соня Бойс з проєктом “Відчути її шлях”).
- Золотий лев за найкращу участь у міжнародній виставці “Молоко мрій” - американська художниця Сімона Лі.
- Срібний лев за участь у  міжнародній виставці «Молоко мрій» - Франко-Ліванський художник Алі Черрі.
- Спеціальна відзнака - Франція (Зінеб Седіра з проєктом “У мрії немає назв”) та Уганда, яка вперше представила павільйон у Венеції (Акає Керунен та Коллін Секаджуго з проєктом “Вони мріють вчасно”).
- Дві спеціальні відзнаки - Лінн Хершман Лісон (США) та Шувінай Ашуна (Нунавут, Канада).

## Історія
Венеційську бієнале було вперше проведено в 1895 р. Від 1907 р. у виставці взяли участь павільйони різних країн. Бієнале набула популярності та престижу після Другої світової війни в 1948 р., коли виставку було знову відкрито після шестирічної перерви.

## Українські митці на бієнале за часів СРСР
До здобуття Україною незалежності на виставці були представлені роботи ряду українських митців:
- 1920 — Олександр Архипенко
- 1924 — Олексій Усачов
- 1928 — Федір Кричевський, Михайло Бойчук, Тимофій Бойчук, Кирило Гвоздик, Костянтин Єлева, Віктор Пальмов, Василь Седляр, О. Таран, Клим Трохименко, Іван Хворостецький, Михайло Шаронов
- 1930 — Олександр Богомазов, О. Довгань, Василь Касіян, Іван Падалка, Зіновій Толкачов, Василь Седляр
- 1932 — Бер Бланк, Василь Касіян, Іван Падалка, Мойсей Фрадкін
- 1934 — Василь Касіян, Олексій Шовкуненко
- 1956 — Гаврило Глюк, Михайло Дерегус, Олександр Ковальов, Володимир Костецький, Георгій Меліхов, Тетяна Яблонська
- 1958 — Михайло Дерегус

## Участь України

### Україна на 49-й бієнале (2001)
2000 року Україна вперше отримала запрошення взяти участь у Венеційській бієнале 2001 року. За рішенням міністра культури Богдана Ступки куратором українського павільйону був призначений Юрій Онух, комісаром Євген Карась. Після проведеного відбору був прийнятий проєкт «Фонду Мазоха» (Ігор Подольчак, Ігор Дюрич) — «Найкращі художники 20-го століття». В цьому проєкті найкращими художниками були представлені — політичні діячі (Адольф Гітлер, Мао Цзедун, Пол Пот, Микита Хрущов, Кім Ір Сен, Саддам Хусейн, Гаррі Трумен), науковці (Зигмунд Фрейд), серійні вбивці-ман'яки (Альберт ДеСальво, Джеффрі Дамер, Джек Кеворкян), терористка (Ульріка Майнхоф), військовий злочинець (Ільзе Кох), педофіл (Марк Дютру), бандити (Бонні та Клайд, Аль Капоне) Всі персонажі проєкту були представлені не тільки «своїми» художніми творами, але й брендами свого імені з рекламою своєї продукції.
Після скандального втручання віце-прем'єра України Миколи Жулинського проєкт був відхилений, куратор проєкту відсторонений.
Натомість був призначений новий куратор Валентин Раєвський та відібраний інший проєкт — «Перший український проект» («Палатка»).
Учасники проєкту:
- Арсен Савадов
- Валентин Раєвський
- Олег Тістол
- Юрій Соломко
- Ольга Мелентій
- Сергій Панич

По спеціальному запрошенню куратора 49-ї бієнале Харальда Зеємана до окремої експозиції були запрошені:
- Віктор Марущенко (фото «Чорнобиль»)
- Олександр Ройтбурд (проєкт «Психоделічне вторгнення броненосця „Потьомкін“ у тавтологічному галюцинозі Сергія Ейзенштейна» (1998))

### Україна на 50-й бієнале (2003)
2003 року Україну представляв проєкт «Жорна часу» Віктора Сидоренка Проєкт був розміщений на двох поверхах Palazzo Giustinian Lolin, що виходить на Гранд Канал навпроти Gallerie dell'Accademia і складався з картини 2х5 метрів, двох інсталяцій, а також відео. Кураторами проєкту стали   О. Соловйов та О. Федорук. Для створення відео, за мотивами своєї картини Віктор Сидоренко запросив Олеся Саніна (режисер монтажу), Сергія Михальчука (оператор), Аллу Загайкевич (композиторка).

### Україна на 51-й бієнале (2005)
Україна була представлена проєктом Миколи Бабака «Діти твої, Україно». Паралельно до офіційної експозиції під патронатом Віктора Пінчука проводилася виставка «First Acquisitions» («Перші придбання») українських художників Савадова, Михайлова, Цаголова та іноземних митців Філіппа Паррено, Навина Раваншайкула, Джун Нгуєна-Хацушибиї, Карстен Хеллера, Олафура Еліассона,Гелени Альмейди.

### Україна на 52-й бієнале (2007)
За пропозицією Кабінету Міністрів України, на 52-й Венеційській бієнале 2007 року Україну представляв Київський центр сучасного мистецтва PinchukArtCentre. Українська експозиція була розміщена у палаці Пападополі (Сан Поло 1364). Назва експозиції — «Поема про внутрішнє море». За графіком проведення 52-ї виставки, український павільйон був відкритий для критиків, кураторів та окремих колекціонерів із 7 червня; для загального відвідування — із 10 червня до 21 листопада..
Британська газета Daily Telegraph віднесла український павільйон до 5 найцікавіших, іншими серед яких є павільйони Британії, Франції, США та Середньої Азії.

На відкритті виставки віце-прем'єр і міністр культури Італії Франческо Рутеллі, в ході бесіди з віце-прем'єр-міністром України з гуманітарних питань Дмитром Табачником, висловив думку, що українська експозиція є «однією з трьох топ-подій» виставки.

Всього на Венеційській бієнале 2007 року було представлено 77 країн та понад сто художників.
Представники України на відкритті експозиції:
- Пітер Дорошенко — комісар павільйону; президент PinchukArtCentre, голова Балтійського Центру Сучасного Мистецтва у Гейтсхеді, Британія.
- Дмитро Табачник — віце-прем'єр міністр України з гуманітарних питань.
- Віктор Пінчук — представники Міністерства культури і туризму України, засновник Центру сучасного мистецтва PinchukArtCentre.
- О. Соловйов та Віктор Сидоренко — куратори павільйону.

Список художників:
- Сергій Братков (Україна)
- Олександр Гнилицький та Леся Заєць (Україна)
- Борис Михайлов (Україна)
- Юнген Теллер (Німеччина/Британія)
- Марк Тічнер (Британія)
- Сем Тейлор-Вуд (Британія)
- DZINE (США)

### Україна на 53-й бієнале (2009)
В 2009 р., Україну знов представляв центр сучасного мистецтва PinchukArtCentre. Павільйон під назвою «Степи мрійників» був створений митцями Іллею Чичканом та Міхарою Ясухіро. Куратором проєкту був Володимир Кличко.

### Україна на 54-й бієнале (2011)
Кураторами українського павільйону були  Олексій Роготченко та Акілле Боніто Оліва.. Уповноваженим був  Віктор Сидоренко, директор  Інституту проблем сучасного мистецтва Національної академії мистецтв України.
Україну представила Оксана Мась з проєктом Post vs Proto-Renessans. PinchukArtCentre представив також виставку The Future Generation Art Prize @ Venice за участі дев'ятнадцяти художників з 18 країн, зокрема українського художника Артема Волокітіна.

### Україна на 55-й бієнале (2013)
Кураторами українського павільйону були Олександр Соловйов і Вікторія Бурлака. Були представлені роботи трьох художників: Гамлета Зіньковського, Миколи Рідного та Жанни Кадирової.

### Україна на 56-й бієнале (2015)
Україна на 56-й бієнале представлена павільйоном «Надія» з роботами художників: Жанни Кадирової, Микити Кадана, Євгенії Білорусець, Миколи Рідного разом з поетом Сергієм Жаданом, Анни Звягінцевої, Артема Волокітіна та художників «Відкритої групи» (Юрій Білей, Антон Варга, Павло Ковач молодший, Станіслав Туріна).

### Україна на 57-й бієнале (2017)
Україну представляв фотограф Борис Михайлов, відомий своєю разючою реалістичною фотографією, Юрген Теллер, Іван Світличний, артгрупа SVITER (Лєра Полянськова, Макс Роботов). Кураторами українського павільйону були Пітер Дорошенко та Лілія Куделя. Бюджет Українського павільйону на Бієнале склав менш ніж півмільйона доларів США.

### Україна на 58-й бієнале (2019)
У 2019 році Україну представив проєкт «ПАДАЮЧА ТІНЬ „МРІЇ“ НА САДИ ДЖАРДІНІ», автором якої стала «Відкрита група» (Антон Варга, Юрій Білей, Павло Ковач молодший, Станіслав Туріна).

### Україна на 59-й бієнале (2022)
Україна представила мистецький проєкт харківського художника Павла Макова «Фонтан виснаження. Висока вода». Центральний об’єкт проєкту — інсталяція з 12 рядів мідних лійок, по яких циркулює вода. Інсталяцію доповнюють супровідні матеріали: малюнки та фотографії. Авторами архітектурного рішення павільйону виступив архітектурний офіс ФОРМА. 
Картини Марії Приймаченко, дивом врятовані від пожежі у музеї, стали однією з перлин виставки, що проходить у будівлі Scuola Grande della Misericordia.
На виставці «Це Україна: Захищаючи свободу», організованою PinchukArtCentre, представлені роботи українських художників Євгенії Бєлорусець (щоденником війни), Микити Кадана ( у своїй інсталяції використав частини російської ракети, що впала біля київського метро «Лук’янівська»), Лесі Хоменко (полотна-портрети українських військових і свого чоловіка — художника Макса Роботова — серед них).
У Садах Бієнале також представлена локація українського мистецтва – площа «Україна». Місце, яке являє собою спалену українську землю із пам’ятником, обкладеним мішками з піском. Навколо інсталяції – твори українських художників про жахи війни.
У венеційському Personal Structure у Palazzo Mora презентуватиметься окрема виставка львівського митця Петра Сметани.
У галереї Galleria Continua у межах бієнале проходить виставка української художниці Жанни Кадирової "Паляниця" (Pallianitsa). Виставка працюватиме до 30 червня.
Куратори українського павільйону - Борис Філоненко, Лізавета Герман, Марія Ланько. Україну представлли керівник Українського мистецького фонду екстреної допомоги Ілля Заболотний та заступниця міністра культури та інформаційної політики Катерина Чуєва .

### Україна на 18-й бієнале архітектури (2023)
За майже десять років Україна вперше представила власний павільйон на Biennale Architettura 2023 під назвою "Before the Future" (Перед майбутнім). Рішення про участь було ухвалено Міністерством розвитку громад, територій та інфраструктури України. Кураторами павільйону виступили Олексій Петров й Ірина Мірошникова (архітектори, власники архітектурного офісу ФОРМА та співзасновники Павільйону Культури), а також Борис Філоненко (редактор IST Publishing та куратор). Заступницею кураторів й програмною координаторкою виступила Катерина Хімей. Обов'язки комісара павільйону виконувала Мар'яна Олесків. 
Тема українського павільйону — "Before the Future" (Перед майбутнім) була відповіддю на загальну тему 18-ої Бієнале архітектури — "The Laboratory Of The Future" (Лабораторія майбутнього). Понад тридцять учасників зі сфер архітектури, мистецтва, соціології, екології, політики та антропології співпрацювали у межах п’яти проєктів: deconstructed, What cannot be lost, The Beauty of Care, 30%, March on .
Над просторовими рішеннями павільйонів працювала команда архітектурного офісу ФОРМА. 
- Проєкт Deconstructed був присвячений відбудові України й мав на меті сприяти інтенсивному обміну думками і питаннями про майбутні рішення та дії, адже сьогодні існують різні точки зору на те, як саме має розвиватись майбутня відбудова: в залежності від досвіду, контексту, професійних компетенцій.

Колектив: Нікіта Бєлокопитов, Дар'я Боровик, Дмитро Гурін, Антон Олійник, Марія Пахомова, Олексій Пахомов
- Висловлювання What Cannot Be Lost звертається до теми комеморації російсько-української війни: «Разом з архітекторами, художниками, соціологами, міждисциплінарними дослідниками ми будуємо нематеріальний архів із фрагментів минулого, і неважливо, чи набудуть меморіали фізичної форми, чи залишатимуться частиною нашого уявлення про майбутнє».

Колектив: Олександр Бурлака, Іван Грабко, Саша Курмаз, Оксана Довгополова та Катерина Семенюк (Минуле / Майбутнє / Мистецтво), Прикарпатський театр, Центр просторових технологій (ЦПТ).
- care collective представить інтерактивний проєкт Краса турботи, що звертає увагу на простори й дії піклування одне про одного під час повномасштабного вторгнення: в укриттях, переміщеннях, під час блекаутів, в шелтерах та в міських просторах. Учасниці колективу пишуть: «Турбота має свою власну красу. Це означає прийняти виклик, взяти на себе відповідальність і наважитися діяти. Історії виникнення ідей, дій та рішень демонструють різні способи створення просторів турботи. Це слугує нагадуванням про фундаментальне призначення архітектури та розширенням того, якою має бути роль архітектора в суспільстві – навіть без війни».

Колектив: Анна Доброва, Єлена Орап, Анна Пашинська, Таня Пашинська, Даша Подольцева
- Проєкт 30% звертається до теми впливу війни на навколишнє середовище в Україні та прагне дослідити масштаби та наслідки цього впливу на прикладі трьох біотопів: лісів, полів та водойм. Колектив планує дослідити постраждалі від війни регіони (Північ, Схід та Південь України) та розібратися із тим, що зараз відбувається та буде відбуватися у майбутньому із непридатними, недоступними та замінованими територіями. В Павільйоні України в Венеції будуть представлені відео, що базуються на розмовах із ключовими стейкхолдерами – природоохоронцями, військовими та людьми, що займаються обробкою землі.

Колектив: Дар’я Боровик, Ніна Диренко, Дарина Пирогова, Вадим Сідаш
- March on працює із фундаментальними для української ідентичності формами колективної дії як квінтесенцією невпинного руху країни до майбутнього. Серед представлених в Павільйоні робіт буде дослідження самоорганізованих ініціатив, що утворилися після початку повномасштабного вторгнення Росії в Україну у 2022 році.

Колектив: Олексій Биков, Вадим Денисенко, Уляна Джурляк, Світлана Конопльова, Дана Косміна, Борис Медведик, Наталія Мисак, Іван Протасов
- 1986, Франк Ауербах ( Німеччина), Зігмар Польке ( Німеччина)
- 1988, Джаспер Джонс ( США)
- 1990, Джованні Ансельмо ( Італія), Бернд та Гілла Бехер ( Німеччина)
- 1993, Річард Гамільтон ( Велика Британія), Антоні Тапіес ( Іспанія), Роберт Вільсон ( США)
- 1995, — * 1997, Еміліо Ведова ( Італія), Агнес Мартін ( США)
- 1999, Луїза Буржуа ( Франція), Брюс Наумен ( США)
- 2001, Річард Серра ( США), Сай Твомблі ( США)
- 2003, Мікеланджело Пістолетто ( Італія), Карол Рама ( Італія)
- 2005, Барбара Кругер ( США)
- 2007, Малік Сідібе ( Малі)
- 2009, Йоко Оно ( Японія), Джон Балдессарі ( США)
- 2011, Франц Вест ( Австрія), Елейн Стуртевант ( США)
- 2013, Марія Лассніг ( Австрія), Маріса Мерц ( Італія)
- 2015, Ель Анатасу ( Гана)
- 2017, Карло Шнейман ( США)

### Золотий лев «Найкращий художник міжнародної виставки»
- 1995, Гері Хілл ( США), Р. Біт Китай ( США)
- 1997, Марина Абрамович ( США) та Герхард Ріхтер ( Німеччина)
- 1999, Дуг Ейткен ( США), Цай Гоцян ( КНР), Ширін Нешат ( Іран)
- 2001, Джанет Кардіфф та Джордж Бурез Міллер, Маріса Мерц ( Італія) та П'єр Гюгі ( Франція)
- 2003, Пітер Фішлі і Девід Вайс ( Швейцарія)
- 2005, Томас Шютте ( Німеччина)
- 2007, Леон Феррарі ( Аргентина)
- 2009, Тобіас Рехбергер ( Німеччина)
- 2011, Крістіан Марклай ( США)
- 2013, Тіно Сегал ( Велика Британія) / Німеччина)
- 2015, Адріан Пайпер ( США)
- 2017, Франц Ерхард Вальтер ( Німеччина)

### Золотий лев «Найкращий павільйон»
- 1986, Даніель Бурен ( Франція)
- 1988,  Італія
- 1990, Дженні Хольцер ( США)
- 1993, Ганс Хааке, Нам Джордж Пейк ( Німеччина)
- 1995, Акрам Ель Магдуб, Хамді Аттія, Медхат Шафік, Халед Шокрі ( Єгипет)
- 1997, Фабріс Гіберт ( Франція)
- 1999, Моніка Бонвічіні, Бруна Еспозіто, Луїза Ламбрі, Паола Піві, Грація Тодері ( Італія)
- 2001, Грегор Шнайдер ( Німеччина)
- 2003, Су-Мей Цзе ( Люксембург)
- 2005, Аннет Мессаджер ( Франція)
- 2007, Андреас Фогаразі  Угорщина
- 2009, Брюс Науман ( США)
- 2011, Крістоф Шлінгеншф, куратор Сюзан Гаенсхаймер ( Німеччина)
- 2013, Стефано Раболлі Пансера і Паула Насіменто ( Ангола)
- 2015, Хайг Айвазян, Нигол Безьян, Анна Богхиюан, Гера Бююкташ, Сілвіна Дер Мегердитчян, Айрін Анастас і Рене Габрі, Мехітар Гарабідян, Айкатерині Гегісіан, Ерванд Дзянікян і Річчі Луччі, Арам Джибілян, Ніна Качадурян, Мелік Оганян, Мікаєль Оганджанян, Розана Палазян, Саркис, Грайр Саркісян, куратор Аделина Куберян фон Фюрстенберг ( Вірменія)
- 2017, Енн Імхоф ( Німеччина)